# Fortaleza de La Mota

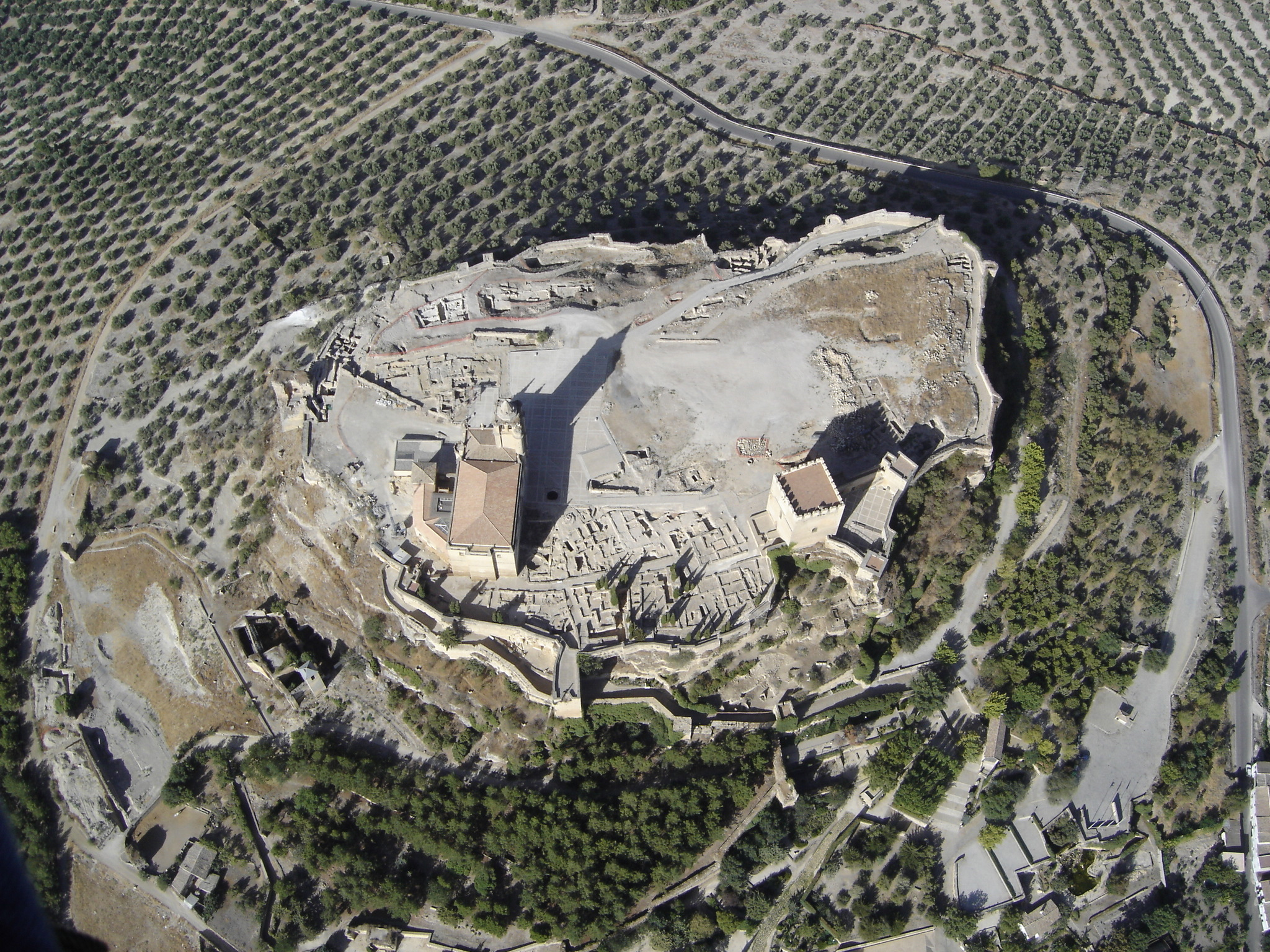
Vista aérea

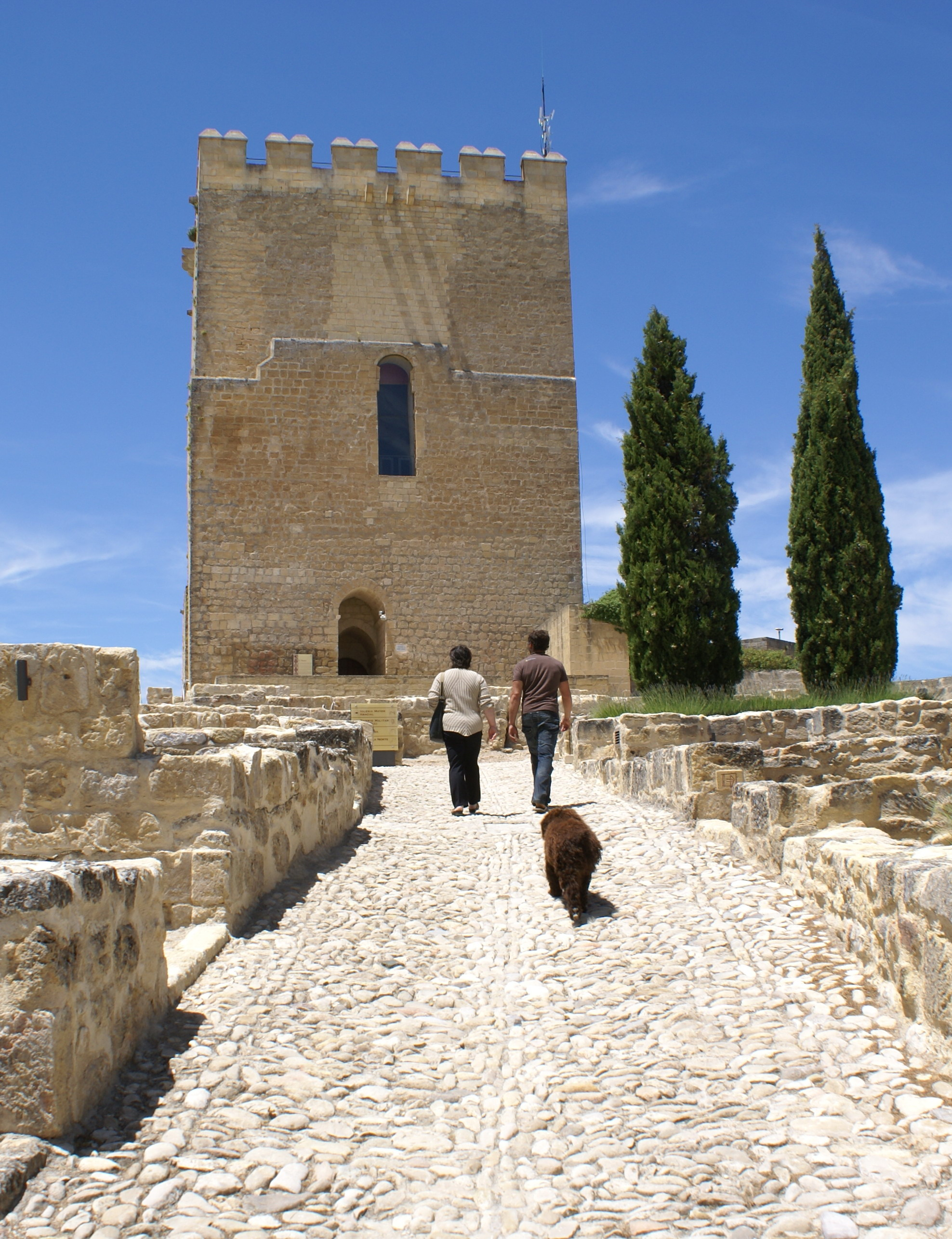
Torre del Homenaje

La fortaleza de La Mota, también conocida como castillo de Alcalá la Real, es un recinto defensivo, situado en el cerro de la Mota, a 1029 m s. n. m., en la ciudad de Alcalá la Real, en la provincia de Jaén, comunidad autónoma de Andalucía, España, datado en época nazarí (siglos XIII y XIV), aunque con algunos elementos anteriores.

## Etimología
En el año 713, con la conquista musulmana, la ciudad recibe el nombre de قلعة أسطلير (Qal`at Astalir); en el siglo IX, قلعة يحصب (Qal`at Yahsub) y, más tarde, a mitad del s. XII قلعة بني سعيد (Qal`at Banī Sa`id), esto es, "fortaleza de los Bani Sa`id o de la familia Sa`id", también, abreviadamente, القلعة Al-Qal`a, "la fortaleza", del que procede su nombre actual.

## Historia
Según algunos autores, la atalaya-castillo se erigió a principios del s. VIII, por el mandatario granadino Badis Aben Habuz, como defensa frente a las correrías de las huestes de Baeza, que estaban asentadas en el cercano castillo de Locubín. Pero esto sucedió, en realidad, en el s. XI, en la época de las primeras taifas, en la que nació y murió el reino zirí bereber de Granada. Se sabe que antes, en 889, fue centro de una de las rebeliones muladíes contra el Califato de Córdoba y que, más tarde, tuvo un papel destacado en los enfrentamientos entre los almorávides y los reyes de taifas, época en que se refuerzan sus sistemas defensivos y se rodea todo el espacio habitado con una nueva muralla, levantándose una mezquita y un sistema complejo de acceso a la parte alta del cerro, con varias puertas controladas por torres albarranas.
En la época almohade sufrió los ataques de los bereberes norteafricanos por su rebelión manifiesta y su constitución en señorío independiente. Abd al-Málik ben Sa`id, su gobernador y jefe del clan familiar pagó con cárcel en Marruecos su rebeldía durante un corto tiempo, regresando más tarde libre y obediente a Alcalá. Tras la batalla de las Navas de Tolosa (1212), el castillo es objeto de diversos ataques que, según algunos autores, supusieron su paso a manos cristianas y musulmanas alternativamente. En esta fortaleza tuvo lugar el llamado Pacto de Alcalá, entre Alfonso X y Alhamar (1265), época en que estaba bajo control granadino. Entre mediados del siglo XIII y el XIV, se organizó un sistema defensivo de atalayas-vigía que controlaba la línea fronteriza fijada en el Pacto de Jaén.
En 1340, Alfonso XI sitió la ciudad, que capituló vencida por el hambre, en 1341, pasando definitivamente a ser uno de los principales puestos fronterizos del Reino de Castilla frente al Reino nazarí de Granada. Hasta la caída de Granada, el castillo de La Mota tuvo generosas dotaciones de Castilla, realizándose algunas obras, como el levantamiento de la llamada "Torre Nueva". Sin embargo, una vez conquistada Granada, la fortaleza se abandonó gradualmente y todo el sistema defensivo "fue cayendo en el estado de incuria a que llegaría en el siglo XVIII, coincidente con el despoblamiento de la alcazaba por los arrabales del llano".

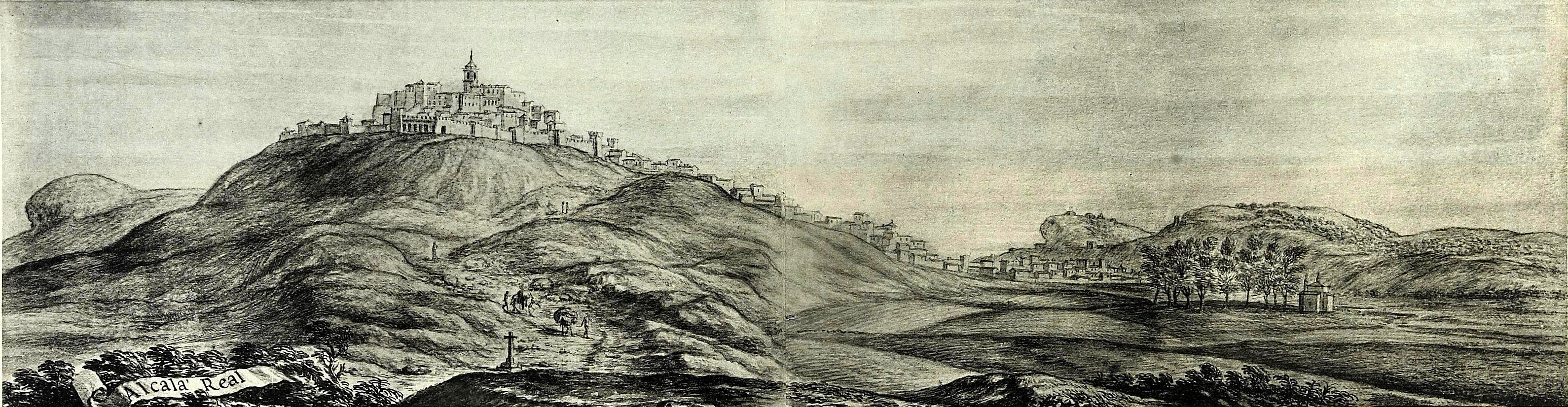
Alcalá la Real en 1668 según una acuarela de Pier Maria Baldi. La ciudad empezó a trasladarse desde la fortaleza al llano en el.

Ya en el siglo XIX, las fuerzas francesas acondicionaron y restauraron la fortaleza, construyendo un muro que iba desde el alcázar hasta la torre de la Cárcel, circundando la zona de ocupación, que incluía la iglesia Mayor abacial. En 1812, al terminar la Guerra de la Independencia, la iglesia Mayor, utilizada como almacén, fue incendiada, lo que provocó el desplome de parte de la bóveda, y se provocó la explosión del polvorín que albergaba la torre de la Cárcel, destruyendo gran parte de sus muros. El deterioro de la fortaleza se agravó como consecuencia de impactos de artillería en la Guerra civil española, realizándose restauraciones en ella sólo en tiempos recientes.

## Descripción
El castillo de Alcalá la Real, está dispuesto, como era usual en las ciudades-fortaleza andalusíes, en tres recintos:
- El recinto exterior, formado por las defensas de la medina, cerrado por una amplia cerca que incluía varios arrabales, entre ellos el llamado "Arrabal Viejo", mejor conservado. Su trazado original, corresponde a los siglos XI y XII y, actualmente, quedan en pie muy escasos restos de muralla. Esta muralla estuvo inicialmente construida con tapial y argamasa, aunque parece ser que fue remodelada en los siglos XIII y XIV, revistiéndola de muros de mampostería.[8] Algunos autores, consideran que hubo otra cerca, aún más externa, que posiblemente fuera una albacara de tierra y madera.[9]
- La alcazaba, o recinto interior, que ocupa la totalidad de la meseta situada en la cumbre del cerro de la Mota, y que fue el solar de la ciudad original, rodeada de una muralla. En su momento, disponía de varias puertas que daban acceso al recinto interior: La "Puerta de Santiago", estaba ubicada en el extremo noroeste, y comunicaba directamente con el exterior de la medina; la de "San Bartolomé" estaba en el extremo suroeste, y también accedía directamente al exterior. Sin embargo, el acceso principal subía por la llamada "Cuesta de la Mota" y se realizaba a través de siete puertas, de las cuales, en la actualidad, solo quedan tres en pie. Por orden accedemos a una primera puerta (desaparecida y sin nombre conocido) y posteriormente a la puerta "De Las Lanzas", protegida por una torre albarrana. Seguidamente la monumental puerta en recodo, llamada "Puerta de la Imagen", con doble arcada mixta de medio punto (el primero de ellos) y de herradura (el segundo). Es muy similar a la puerta de la Justicia de la Alhambra.[10][11] Tras ésta, figuraban las desaparecidas "puerta del Pendón" y "De Aguilera". Y, después, debía aún cruzarse la "puerta del Peso de la Harina", que era la que comunicaba la alcazaba con la plaza alta, y donde se procedía al pago de aranceles de entrada a la ciudad.[12] Un último acceso pasaba por el llamado "Cañuto" o "Gaván", un pasaje cubierto que accedía al recinto amurallado, y que fue destruido por un terremoto en el siglo XVI.
- Finalmente, el alcázar, último recinto defensivo, se situaba en la parte más elevada de la alcazaba, con forma triangular o trapezoidal (con uno de sus lados muy reducido), con la torre del homenaje, la "torre de la Campana" y la "torre Mocha". El acceso al interior se realizaba a través de una puerta situada bajo la torre del homenaje, de estructura constructiva muy similar a la puerta Monaita de la capital del Reino de Granada.[13]

Todo el conjunto está edificado con mampostería y ha sido restaurado por la Junta de Andalucía. Algunos autores mantienen que pudo haberse construido originalmente en tapial, aunque durante las restauraciones realizadas no se ha detectado prueba alguna de ello.